# Travers Twiss
Sir Travers Twiss (* 19. März 1809 in London; † 14. Januar 1897)  war ein britischer Jurist.

## Leben
Travers Twiss war der älteste Sohn von Robert Twiss. Er studierte am University College in Oxford Mathematik und Klassische Philologie, wo er danach auch als Tutor, Dekan und Finanzverwalter arbeitete. Im März 1838 wurde Twiss Fellow of the Royal Society. Später war er auch Professor für politische Ökonomie (1842) und Zivilrecht (1855). Von 1852 bis 1855 arbeitete er als Professor für Völkerrecht am King’s College London. 1862 heiratete er Marie von Lynnseele, was ihn dazu zwang, seine Ämter aufzugeben. Als Ersatz dafür wurde er zum Honorarprofessor gewählt. 1867 wurde er zum Knight Bachelor geschlagen.
1840 wurde er als Anwalt am Lincoln’s Inn zugelassen und arbeitete danach am Doctors’ Commons. Twiss sammelte viel Praxiserfahrung in kirchlichen Gerichten. Seine erfolgreiche Karriere setzte sich in den Zivilgerichten fort und zusätzlich wurde er im Jahre 1862 zum Generalanwalt der Admiralität ernannt und im Jahre 1867 Generalanwalt der Königin. 1867 wurde er zum Ritter geschlagen.
1855 wurde Twiss zum Regius Professor of Civil Law in Oxford berufen. Die Professur hielt er bis 1870.
Auf Einladung des belgischen Königs, Leopolds II., sollte er bei der Kongokonferenz eine Verfassung für den zukünftigen Kongo-Freistaat entwerfen.